# In supereminenti
In Supereminenti est une bulle pontificale, rédigée par le pape Grégoire XIII le 5 décembre 1572.

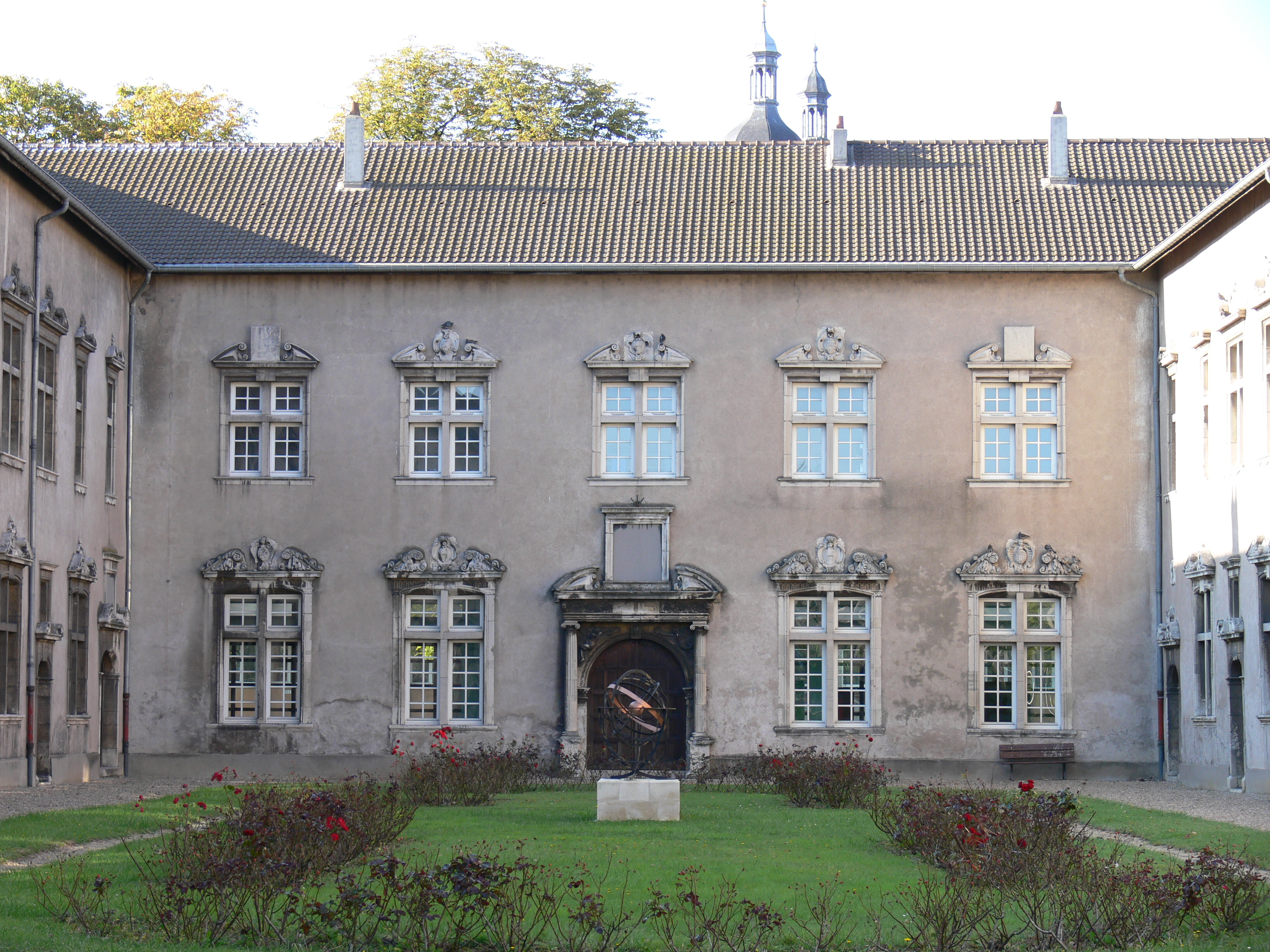
Université de Pont-à-Mousson, créée par la bulle In supereminenti

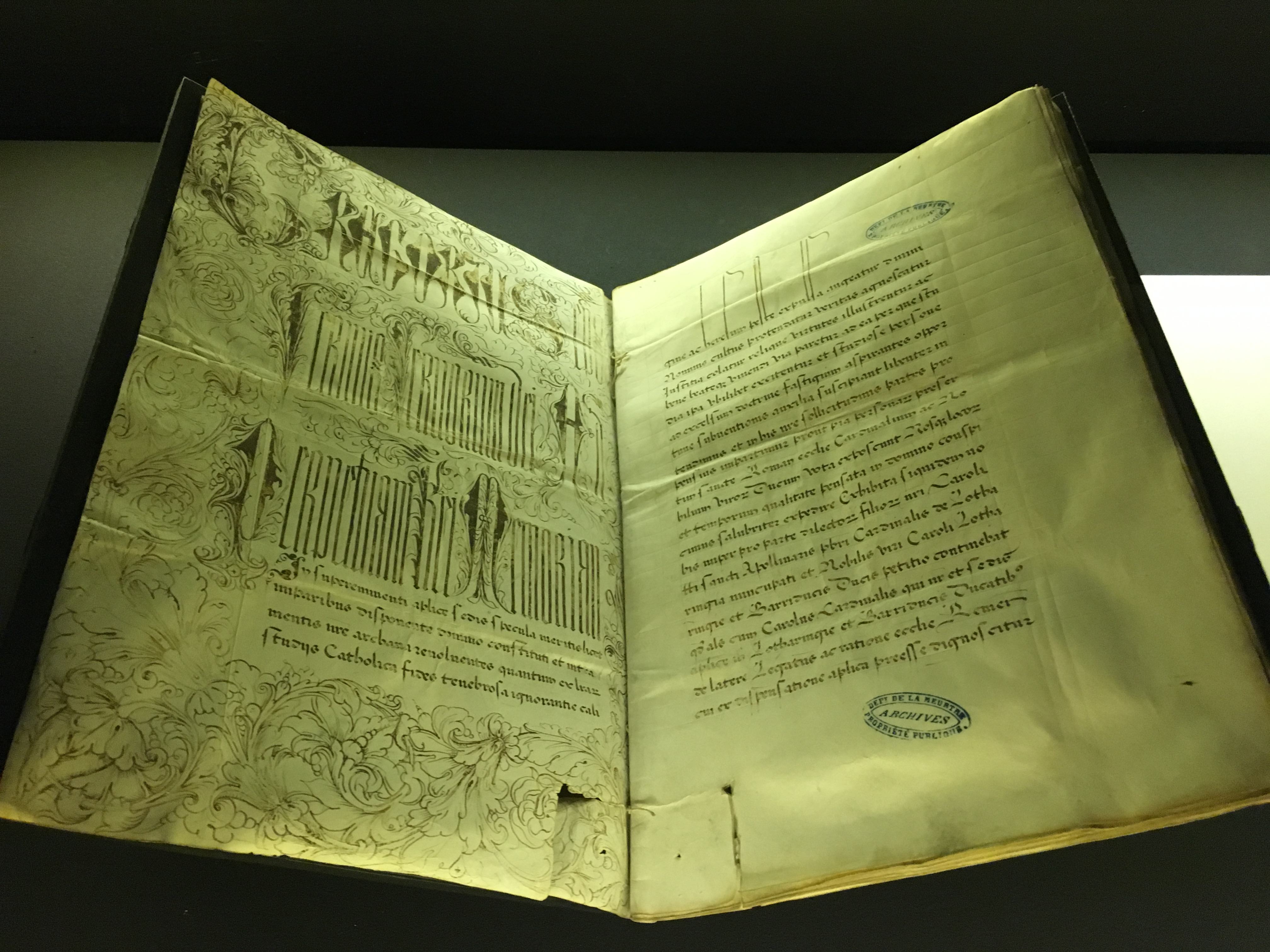
Bulle In supereminenti

La bulle répond à la demande du duc Charles III de Lorraine et de son cousin, Charles de Lorraine, cardinal de Lorraine-Guise, qui souhaitent la présence d'une solide institution académique dans le duché de Lorraine. D'après la bulle l'université de Pont-à-Mousson est établie «pour dissiper le brouillard ténébreux de l'ignorance et la peste des hérésies ». L'institution est entre les mains des Jésuites depuis déjà quelques années. 